# John Petrucelli
John Petrucelli (Hicksville, Nueva York, 27 de octubre de 1992) es un baloncestista estadounidense-italiano que pertenece a la plantilla del Trapani Shark de la Lega Basket Serie A italiana. Con 1,93 metros de estatura, juega en la posición de base.

## Trayectoria deportiva

### Universidad
Jugó cuatro temporadas con los Lions del Molloy College, de la División II de la NCAA, en las que promedió 18,7 puntos, 7,3 rebotes, 3,2 asistencias y 3,3 robos de balón por partido. Fue incluido en el segundo mejor quinteto de la East Coast Conference en 2012, y en el primero los dos años posteriores, siendo además elegido Jugador del Año de la conferencia en 2014.

### Profesional
Tras no ser elegido en el Draft de la NBA de 2014, firmó su primer contrato profesional con el BK Iskra Svit de la Extraliga de Eslovaquia en enero de 2015, pero tras disputar apenas dos partidos cayó lesionado, perdiéndose el resto de la temporada. Al año siguiente disputó 21 partidos como titular, en los que promedió 16,5 puntos y 5,1 rebotes.
En 2016 regresó a su país para firmar con los Erie BayHawks de la D-League, donde en su primera temporada promedió 5,6 puntos y 3,1 asistencias por partido.
Al año siguiente el equipo se trasladó a Lakeland (Florida), convirtiéndose en los Lakeland Magic, y siguió contando con Petrucelli, que mejoró sus estadísticas hasta los 8,3 puntos y 4,0 rebotes por encuentro, que le valieron seguir una temporada más.
El 16 de julio de 2021, firma por el Basket Brescia Leonessa  de la Lega Basket Serie A italiana.
Tras tres temporadas en Brescia, el 1 de julio de 2024 firmó con el Trapani Shark, también de la Lega Basket Serie A italiana.

## Selección nacional
Petrucelli representa a Italia a nivel internacional desde 2022. 